# Gabriel Koyambounou
Gabriel Jean Edouard Koyambounou (* 1947) ist ein ehemaliger Politiker der Zentralafrikanischen Republik.

## Leben
Während der Präsidentschaft von Ange-Félix Patassé wurde er am 12. April 1995 Premierminister und bekleidete dieses Amt vierzehn Monate lang bis zum 11. Juni 1996.
Am 6. Dezember 2004 wurde ihm der Missbrauch öffentlicher Gelder vorgeworfen. Später wurde er 2. Vizepräsident der von Patassé gegründeten Mouvement pour la Libération du Peuple Centrafricain (MLPC) und übernahm im Januar 2006 als 1. Vizepräsident die Führung der MLPC, nachdem der Vorsitzende Luc Dondon Apollinaire Konamabaye von seinen Aufgaben entbunden wurde.
2006 wurde er von Präsident François Bozizé zum Generalinspekteur des Präsidialamtes ernannt.